# Moucherolle à longs brins
Colonia colonus
Genre
Espèce
Statut de conservation UICN

 LC  : Préoccupation mineure
La Moucherolle à longs brins (Colonia colonus), également appelé Moucherolle à raquettes, est une espèce de passereaux de la famille des Tyrannidae. C'est la seule espèce du genre Colonia.

## Sous-espèces
Selon la classification de référence du Congrès ornithologique international (14.2, 2024) :
- Colonia colonus leuconota (Lafresnaye, 1842) — Amérique centrale, Tumbes-Chocó-Magdalena ;
- Colonia colonus fuscicapillus (Sclater, 1862) : est des Andes colombiennes, nord de l'Équateur et extrême nord-est du Pérou ;
- Colonia colonus poecilonota (Cabanis, 1848) — plateau des Guyanes ;
- Colonia colonus niveiceps Zimmer, 1930 — sud-est de l'Équateur, Pérou et nord de la Bolivie ;
- Colonia colonus colonus (Vieillot, 1819) — centre/Est du Brésil, est du Paraguay et Selva Misionera.

### Genre
- (en) Zoonomen Nomenclature Resource (Alan P. Peterson) : Colonia  dans Tyrannidae
- (en) Animal Diversity Web : Colonia
- (en) NCBI : Colonia (taxons inclus)

### Espèce
- (fr) Oiseaux.net : Colonia colonus (+ répartition)
- (en) Congrès ornithologique international : Colonia colonus dans l'ordre Passeriformes (consulté le 26 mai 2015)
- (en) Zoonomen Nomenclature Resource (Alan P. Peterson) : Colonia colonus  dans Tyrannidae
- (fr + en)  Avibase : Colonia colonus (+ répartition)
- (en) Animal Diversity Web : Colonia colonus
- (en) NCBI : Colonia colonus (taxons inclus)
- (en) UICN : espèce Colonia colonus (Vieillot, 1818) (consulté le 26 mai 2015)